# Ferula longipedunculata
Ferula longipedunculata là một loài thực vật có hoa trong họ Hoa tán. Loài này được Pesmen mô tả khoa học đầu tiên năm 1971.